# Copa América 2017 (calcio a 5 femminile)
La Copa América Femenina de Futsal 2017 è stata la 6º edizione del torneo, la cui fase finale si è disputata dal 22 al 29 novembre 2017 presso il Gimnasio Polideportivo Municipal di Las Piedras (Canelones), in Uruguay.

## Formula
Le dieci selezioni partecipanti sono state distribuite in due gironi all'italiana formati da cinque squadre ciascuno. Le selezioni classificatesi nelle prime due posizioni accedono alla fase successiva ad eliminazione diretta: la prima del girone A affronterà la seconda classificata del girone B e vice versa. Le terze classificate si affronteranno nella finale 5º posto, le quarte per il 7° e le ultime dei due gironi per il 9º posto.

## Fase a gironi

### Gruppo A
| Squadra   | Pti | G | V | N | P | GF | GS | DR  |
| --------- | --- | - | - | - | - | -- | -- | --- |
| Venezuela | 9   | 4 | 3 | 0 | 1 | 12 | 3  | +9  |
| Argentina | 9   | 4 | 3 | 0 | 1 | 19 | 5  | +14 |
| Uruguay   | 7   | 4 | 2 | 1 | 1 | 12 | 13 | -1  |
| Bolivia   | 2   | 4 | 0 | 2 | 2 | 6  | 14 | -8  |
| Perù      | 1   | 4 | 0 | 1 | 3 | 5  | 19 | -14 |

| Las Piedras 22 novembre 2017, ore 17:00 | Argentina | 4 – 1 | Bolivia | Gimnasio Polideportivo Municipal |

| Las Piedras 22 novembre 2017, ore 21:00 | Uruguay | 6 – 4 | Perù | Gimnasio Polideportivo Municipal |

| Las Piedras 23 novembre 2017, ore 17:00 | Perù | 1 – 1 | Bolivia | Gimnasio Polideportivo Municipal |

| Las Piedras 23 novembre 2017, ore 21:00 | Uruguay | 1 – 0 | Venezuela | Gimnasio Polideportivo Municipal |

| Las Piedras 24 novembre 2017, ore 17:00 | Venezuela | 6 – 1 | Bolivia | Gimnasio Polideportivo Municipal |

| Las Piedras 24 novembre 2017, ore 21:00 | Argentina | 8 – 0 | Perù | Gimnasio Polideportivo Municipal |

| Las Piedras 25 novembre 2017, ore 17:00 | Argentina | 1 – 2 | Venezuela | Gimnasio Polideportivo Municipal |

| Las Piedras 25 novembre 2017, ore 21:00 | Bolivia | 3 – 3 | Uruguay | Gimnasio Polideportivo Municipal |

| Las Piedras 26 novembre 2017, ore 17:00 | Perù | 0 – 4 | Venezuela | Gimnasio Polideportivo Municipal |

| Las Piedras 26 novembre 2017, ore 21:00 | Uruguay | 2 – 6 | Argentina | Gimnasio Polideportivo Municipal |

### Gruppo B
| Squadra  | Pti | G | V | N | P | GF | GS | DR  |
| -------- | --- | - | - | - | - | -- | -- | --- |
| Brasile  | 12  | 4 | 4 | 0 | 0 | 35 | 1  | +34 |
| Colombia | 7   | 4 | 2 | 1 | 1 | 15 | 11 | +4  |
| Ecuador  | 6   | 4 | 2 | 0 | 2 | 9  | 24 | -15 |
| Paraguay | 4   | 4 | 0 | 1 | 3 | 10 | 17 | -7  |
| Cile     | 0   | 4 | 0 | 0 | 4 | 5  | 21 | -16 |

| Las Piedras 22 novembre 2017, ore 15:00 | Cile | 2 – 3 | Ecuador | Gimnasio Polideportivo Municipal |

| Las Piedras 22 novembre 2017, ore 19:00 | Colombia | 3 – 3 | Paraguay | Gimnasio Polideportivo Municipal |

| Las Piedras 23 novembre 2017, ore 15:00 | Paraguay | 3 – 4 | Ecuador | Gimnasio Polideportivo Municipal |

| Las Piedras 23 novembre 2017, ore 19:00 | Colombia | 0 – 5 | Brasile | Gimnasio Polideportivo Municipal |

| Las Piedras 24 novembre 2017, ore 15:00 | Brasile | 11 – 0 | Ecuador | Gimnasio Polideportivo Municipal |

| Las Piedras 24 novembre 2017, ore 19:00 | Cile | 2 – 3 | Paraguay | Gimnasio Polideportivo Municipal |

| Las Piedras 25 novembre 2017, ore 15:00 | Cile | 0 – 11 | Brasile | Gimnasio Polideportivo Municipal |

| Las Piedras 25 novembre 2017, ore 19:00 | Ecuador | 2 – 8 | Colombia | Gimnasio Polideportivo Municipal |

| Las Piedras 26 novembre 2017, ore 15:00 | Paraguay | 1 – 8 | Brasile | Gimnasio Polideportivo Municipal |

| Las Piedras 26 novembre 2017, ore 19:00 | Colombia | 4 – 1 | Cile | Gimnasio Polideportivo Municipal |

## Fase a eliminazione diretta
|  | Semifinali | Semifinali | Semifinali |          |         | Finale          | Finale          | Finale          |  |
|  |            |            |            |          |         |                 |                 |                 |  |
|  | Brasile    | Brasile    | 7          |          |         |                 |                 |                 |  |
|  | Brasile    | Brasile    | 7          |          |         |                 |                 |                 |  |
|  | Argentina  | Argentina  | 0          |          |         |                 |                 |                 |  |
|  | Argentina  | Argentina  | 0          |          | Brasile | Brasile         | 3               |                 |  |
|  |            |            |            |          | Brasile | Brasile         | 3               |                 |  |
|  |            |            | Colombia   | Colombia | 0       |                 |                 |                 |  |
|  | Venezuela  | Venezuela  | Colombia   | Colombia | 0       | 1               |                 |                 |  |
|  | Venezuela  | Venezuela  |            |          |         | 1               |                 |                 |  |
|  | Colombia   | Colombia   | 4          |          |         | Finale 3º posto | Finale 3º posto | Finale 3º posto |  |
|  | Colombia   | Colombia   | 4          |          |         |                 |                 |                 |  |
|  |            |            |            |          |         |                 |                 |                 |  |
|  |            |            |            |          |         | Argentina       | Argentina       | 3               |  |
|  |            |            |            |          |         | Argentina       | Argentina       | 3               |  |
|  |            |            |            |          |         | Venezuela       | Venezuela       | 0               |  |

### Finale 9º posto
| Las Piedras 27 novembre 2017, ore 15:00                                     | Perù      | 4 – 3 (2-2) referto           | Cile | Gimnasio Polideportivo Municipal |
| Herrera 6’ , 16’ Dorador 28’ , 31’ Marcatori 18’ Olivares 19’ , 37’ Quezada |           |                               |      |                                  |
|                                                                             |           |                               |      |                                  |
| Herrera 6’, 16’ Dorador 28’, 31’                                            | Marcatori | 18’ Olivares 19’, 37’ Quezada |      |                                  |

### Finale 7º posto
| Las Piedras 27 novembre 2017, ore 17:00                                    | Bolivia   | 1 – 6 (1-3) referto                                    | Paraguay | Gimnasio Polideportivo Municipal |
| Cruz 9’ Marcatori 1’ , 27’ , 37’ Britez 5’ Romero 16’ González 33’ Escobar |           |                                                        |          |                                  |
|                                                                            |           |                                                        |          |                                  |
| Cruz 9’                                                                    | Marcatori | 1’, 27’, 37’ Britez 5’ Romero 16’ González 33’ Escobar |          |                                  |

### Finale 5º posto
| Las Piedras 27 novembre 2017, ore 19:00                                                                 | Uruguay   | 4 – 5 (2-3) referto                           | Ecuador | Gimnasio Polideportivo Municipal |
| Camaño 10’ , 13’ Birizamberri 23’ Ramírez 29’ Marcatori 11’ Barre 15’ , 17’ Sánchez 26’ , 31’ Rodríguez |           |                                               |         |                                  |
| |           |                                               |         |                                  |
| Camaño 10’, 13’ Birizamberri 23’ Ramírez 29’                                                            | Marcatori | 11’ Barre 15’, 17’ Sánchez 26’, 31’ Rodríguez |         |                                  |

### Semifinali
| Las Piedras 28 novembre 2017, ore 17:00                              | Brasile   | 7 – 0 (4-0) referto | Argentina | Gimnasio Polideportivo Municipal |
| Debora 5’ , 24’ Emily 8’ Taty 11’ , 35’ Lu 13’ Vanessa 31’ Marcatori |           |                     |           |                                  |
|                                                                      |           |                     |           |                                  |
| Debora 5’, 24’ Emily 8’ Taty 11’, 35’ Lu 13’ Vanessa 31’             | Marcatori |                     |           |                                  |

| Las Piedras 28 novembre 2017, ore 19:00                        | Venezuela | 1 – 4 (1-1) referto                    | Colombia | Gimnasio Polideportivo Municipal |
| Antequera 3’ Marcatori 15’ , 25’ Bedoya 26’ Camacho 37’ Alonso |           |                                        |          |                                  |
|                                                                |           |                                        |          |                                  |
| Antequera 3’                                                   | Marcatori | 15’, 25’ Bedoya 26’ Camacho 37’ Alonso |          |                                  |

### Finale 3º posto
| Las Piedras 29 novembre 2017, ore 17:00   | Argentina | 3 – 0 (2-0) referto | Venezuela | Gimnasio Polideportivo Municipal |
| Núñez 13’ Chiesa 16’ Medina 29’ Marcatori |           |                     |           |                                  |
|                                           |           |                     |           |                                  |
| Núñez 13’ Chiesa 16’ Medina 29’           | Marcatori |                     |           |                                  |

### Finale
| Las Piedras 29 novembre 2017, ore 19:00   | Brasile   | 3 – 0 (1-0) referto | Colombia | Gimnasio Polideportivo Municipal |
| Vanessa 10’ , 36’ Amandinha 34’ Marcatori |           |                     |          |                                  |
|                                           |           |                     |          |                                  |
| Vanessa 10’, 36’ Amandinha 34’            | Marcatori |                     |          |                                  |

## Campione
BRASILE
(5º titolo)

## Classifica finale
| Pos. | Squadra   |
| ---- | --------- |
|      | Brasile   |
|      | Colombia  |
|      | Argentina |
| 4    | Venezuela |
| 5    | Ecuador   |
| 6    | Uruguay   |
| 7    | Paraguay  |
| 8    | Bolivia   |
| 9    | Perù      |
| 10   | Cile      |